# 오키다이토섬

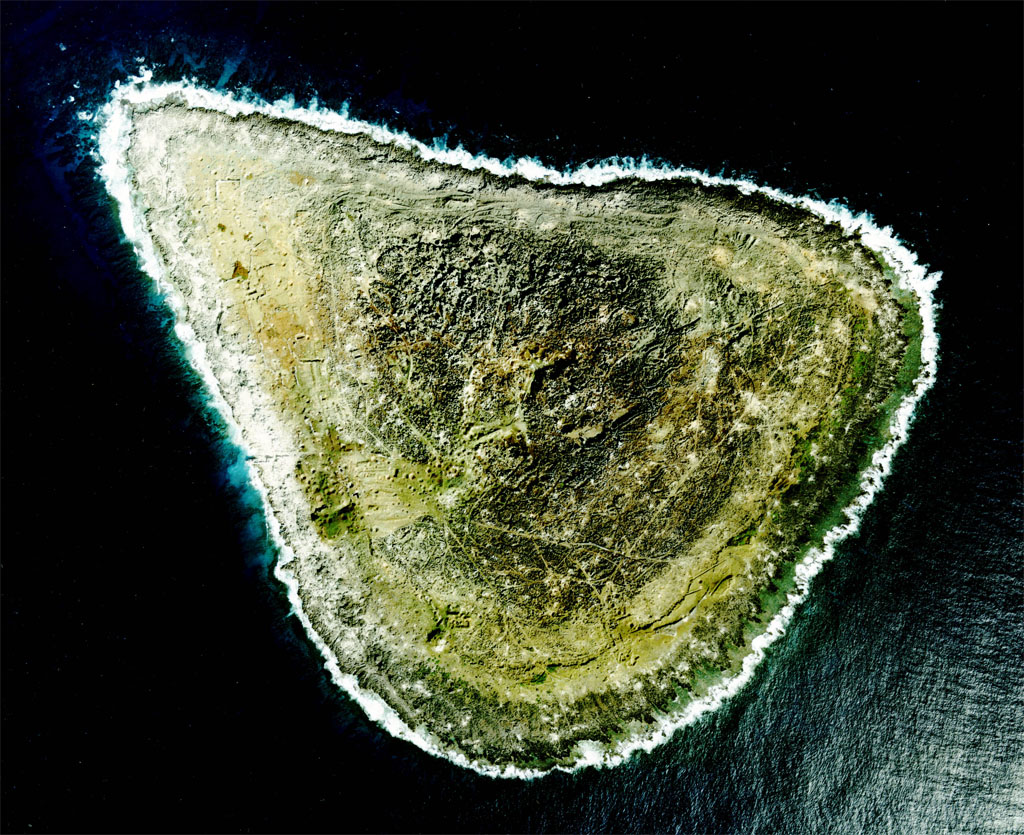
오키다이토섬의 항공 사진(1978)

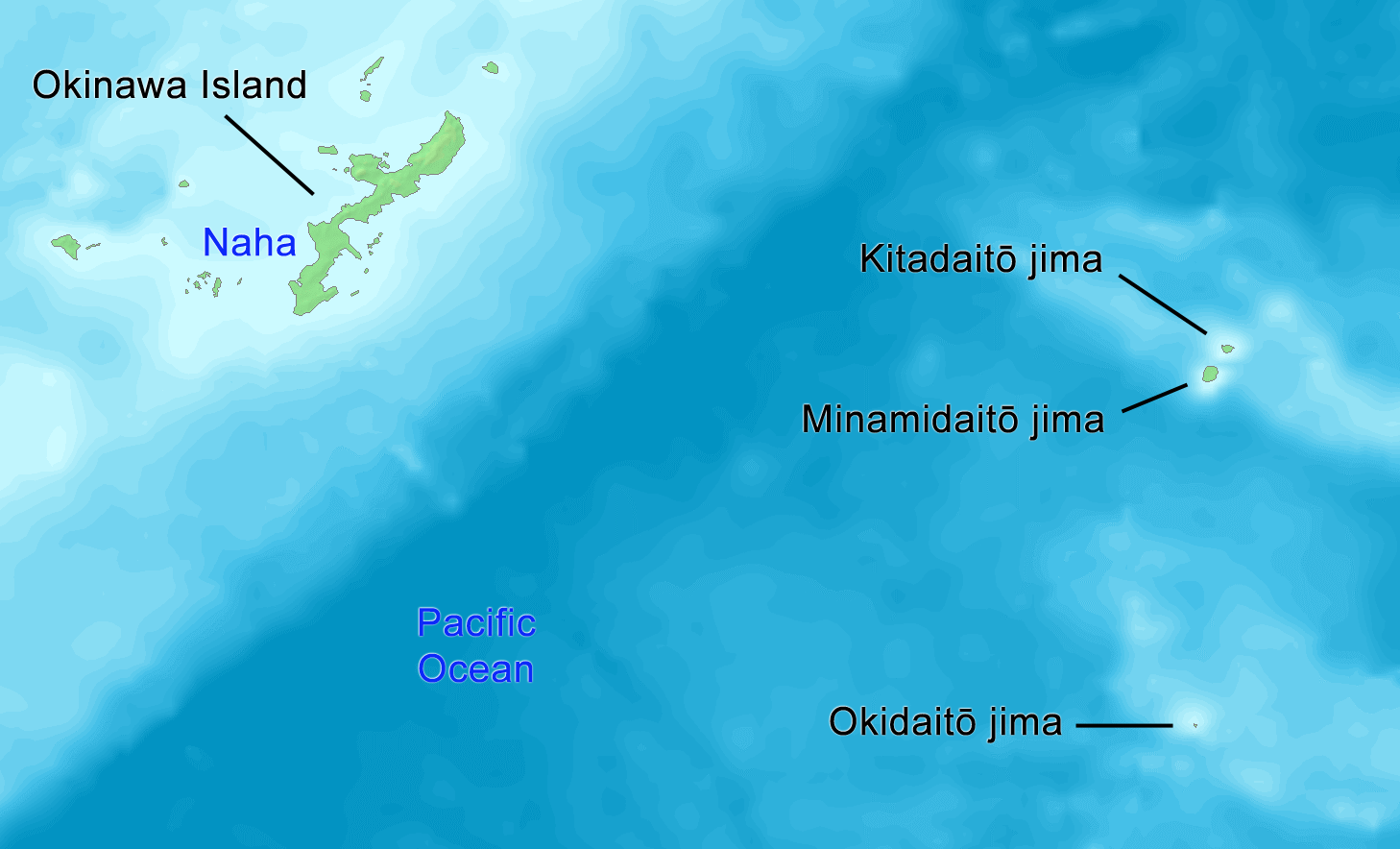
다이토 제도의 위치

오키다이토섬(일본어: 沖大東島) 또는 라사섬(일본어: ラサ島)은 일본 오키나와현 남동쪽의 다이토 제도에 있는 무인도이다. 나하시에서 남동쪽으로 408km, 미나미다이토섬에서 남쪽으로 약 150km 떨어진 태평양상에 있는 융기 산호초 섬이다.
일본은 1900년 이래로 이 섬의 영유권을 주장하였다. 1911년에 "라사섬 인광합자회사"(현 라사 공업)가 설립되었고 오랫동안 많은 인광석이 채굴되었다. 미나미다이토섬이나 기타다이토섬과 달리 현재에도 여전히 라사 공업의 사유지이다.
일찍이 일본 제국 해군의 기상대가 있어 1945년에 공습으로 소실될 때까지 일본 태풍 관측상 중요한 위치를 차지하고 있었다.
기후는 열대 우림 기후가 나타난다.